# 川添真理子
川添 真理子（12月12日—），日本女性漫畫家。

## 經歷
京都市立藝術大學美術學部日本畫專攻畢業。
1997年獲得『第5回艾尼克斯21世紀漫畫大賞』佳作（當時稱為『艾尼克斯+α』）。

## 作品
原作：中村幸子
- 原名
- 原名
- 原名
- 食罪人、全1冊、原名
- LOST ~ 異界幻獸、全3冊、原名
- 假面女王、全5冊、原名
- CASH 2 - 無價的幸福、全1冊、原名

原作：甲斐透
- 《戀愛中毒的仙術師》系列
  1. 琉璃仙術師、全1冊、原名
  2. 沉溺愛情的仙術師、全1冊、原名
  3. 引人熱愛的仙術師、全1冊、原名
  4. 仙術師與魔神之城、全1冊、原名
  5. 仙術師與復仇之琴、全1冊、原名
  6. 仙術師與災厄之壺、全2冊、原名
- 怪盜蜘蛛人、全1冊、原名
- 原名

原作：久我有加
- 原名

原作：佐藤拓
- 跳水王子、1冊待續、原名

## 外部連結
- （日語）
- 博客來網路書店 - 目前您搜尋的關鍵字為: 川添真理子